# Isole Berthelot
Le isole Berthelot sono un gruppo di isole e isolotti rocciosi, situate al largo della costa occidentale della Terra di Graham, nella Penisola Antartica.
L'arcipelago fu scoperto nel corso della Prima spedizione Charcot (1903-1905), e battezzato in omaggio al chimico francese Marcellin Berthelot.
Una delle isole, l'Isola Verde, è protetta dal Trattato Antartico come Antarctic Specially Protected Area (codice ASPA 108) a causa della sua vegetazione, definita come “probabilmente la più rigogliosa di tutta la parte occidentale della Penisola Antartica”  e per la presenza di una numerosa colonia di cormorani imperiali (Leucocarbo atriceps)